# Таймазов, Муса Изамутдинович
Муса Изамутдинович Таймазов (8 апреля 1984 года, Кяхулай, Дагестанская АССР, РСФСР, СССР) — российский легкоатлет, чемпион Паралимпиады-2020 в Токио, рекордсмен мира (36.25м), бронзовый призёр чемпионата мира — 2019 по метанию клаба (булава).

## Биография
По национальности кумык, родился в посёлке старый Кяхулай. Учился в махачкалинской школе № 11. Разведён. Имеет дочь.

## Травма позвоночника
После окончания школы уехал на заработки в город Сургут. В 2004 году, в возрасте 20 лет, купаясь в озере, неудачно нырнул и получил травму шейного отдела позвоночника.
После травмы была долгая реабилитация.

## Образование
В 2017 году перевелся из московского ВУЗа на физкультурный факультет в ДГПУ. Окончил в 2020 году.

## Карьера
С 2010 года занимался регби на колясках. Являлся членом сборной России по регби (с 2012 по 2017 гг.).
Является членом сборной России по лёгкой атлетике с 2018 года.

Рекордсмен России и мира по метанию клаба.

## Достижения
- Двукратный чемпион России по регби: 2012, 2015
- Серебряный призёр открытого чемпионата Франции (Париж 2019г)
- Бронзовый призёр чемпионата мира по лёгкой атлетике в метании клаба — 2019[5].
- Четырёхкратный чемпион России по лёгкой атлетике в метании клаба: 2018[6], 2019[7], 2020, 2021[8].
- Чемпион Паралимпиады-2020 в Токио в 2021 г.

## Государственные награды
- Орден Дружбы (11 сентября 2021 года) — за большой вклад в развитие отечественного спорта, высокие спортивные достижения, волю к победе, стойкость и целеустремленность, проявленные на Играх XVI Паралимпиады 2020 года в городе Токио (Япония).
- Заслуженный мастер спорта России